# Team Win Recovery Project
Team Win Recovery Project (TWRP) ist ein herstellerunabhängiges Custom-Recovery-System für Android-Geräte, das unter einer Open-Source-Lizenz verfügbar ist.

## Geschichte
Das Projekt war ursprünglich nur für das HTC EVO 4G verfügbar, um eine Portierung von WiMAX zu CM7 zu ermöglichen. Daraufhin wurde es für mehrere Geräte zur Verfügung gestellt, bis es zu einem der meistverbreiteten Custom-Recovery-Systeme für Android-Geräte wurde.
Beim Fairphone 2 ist TWRP Bestandteil der quelloffenen Version von Fairphone OS (mit dem Namenszusatz „Open“), die alternativ statt des regulären Android-Betriebssystems (bezeichnet „Fairphone OS“ ohne „Open“) installiert werden kann.

## Funktionen
TWRP kann temporär über den herstellerabhängigen Bootloader des Android-Geräts verwendet werden oder zur Installation einmalig in die vorhandene Recovery-Partition geschrieben werden. Dadurch kann TWRP über den Bootloader unabhängig vom System gestartet werden. TWRP wird über eine eigene, konfigurierbare Touch-Oberfläche bedient.
TWRP wird meist verwendet, um ein vollständiges Backup der Partitionen wie z. B. der System-, Boot-, Cache- oder der Nutzerpartition zu machen sowie das System wiederherzustellen. Es ermöglicht aber auch die Installation von Custom-ROMs, Kerneln, Addons und anderen Mods wie zum Beispiel das Rooten des Android-Gerätes, aber auch das Bereinigen von (unnötigen) Dateien, das sogenannte Wiping.
TWRP verfügt über einen eigenen Dateimanager, einen Terminalemulator; der Datentransfer via MTP ist möglich. Mittels einer in TWRP integrierten Android Debug Bridge (ADB) ist es auch möglich, via USB direkt auf das Gerät zuzugreifen und erlaubt so den direkten Start einer Linux-Shell (mit root-Rechten).
Anfang 2016 wurde die Versionsnummerierung verändert, bei der die ersten drei Zahlen die Versionsnummer angeben. Die vierte Zahl, welche durch ein Minus getrennt ist, kennzeichnet Updates für ein bestimmtes Gerät.